# Leporinus elongatus
Leporinus elongatus ou Megaleporinus elongatus (com nome vulgar no Brasil de Piau-verdadeiro ou Piapara) é  um peixe com escamas; corpo alongado, um pouco alto e fusiforme. Uma das 110 espécies da família Anastomidae, com ampla distribuição no território brasileiro e genericamente chamados de piau, tem grande importância comercial no país.

## Histórico
Foi descrito inicialmente por Achille Valenciennes e, segundo relato de Christian Frederik Lütken, foi "descrita de forma muito imprecisa por Valenciennes, que teve como base um exemplar de 16 polegadas de comprimento que Aug. de St. Hilaire trouxe do Rio São Francisco; além desse, D'Orbigny tinha trazido um exemplar, com 1 pé de comprimento, do Rio da Prata, pescado perto de Buenos Aires. De uma espécie de Leporinus, que concordo com o Prof. Reinhardt em considerar como L. elongatus, esse naturalista trouxe três exemplares do Rio das Velhas, dos quais o maior tem um pouco mais de 10 polegadas de comprimento, o menor um pouco mais de 7 polegadas".

## Características
Lütken registrou em sua obra de 1875 que "Sobre estes será suficiente falar que a maior altura do corpo (à frente da nadadeira dorsal) é contida 3 1/3 vezes ou um pouco mais (3 13/20 ) no comprimento total, da ponta do focinho até o limite entre a nadadeira caudal e a cobertura de escamas; o comprimento da cabeça (membrana opercular incluída) cabe 4 vezes ou um pouco mais (um sétimo ou até um oitavo) no mesmo comprimento total. O olho situa-se bastante alto do lado da cabeça e está equidistante da ponta do focinho e da borda da abertura branquial, ou um pouco mais próximo desta última, quando a membrana do opérculo não é considerado; se o for, está um pouco mais próximo da ponta do focinho. O diâmetro dos olhos é contido de 2 a 2 1/2 vezes na distância existente entre eles e, aproximadamente, 6 vezes no comprimento da cabeça; nos mais jovens esse diâmetro é relativamente maior. O focinho avança bem à frente do lábio inferior, e a boca é relativamente grande, de modo que o ponto final das dobras das suas comissuras se situa abaixo das narinas triangulares de trás, as quais são equipadas na parte da frente com uma dobra de pele; as anteriores são, como é comum, da forma de um trompete ou corneta. O número de dentes é 3/3 de cada lado, os da frente, em cada maxila, são em geral os mais longos, todos marcadamente obtusos nos exemplares maiores".
Johannes Theodor Reinhardt registrou: "Nos indivíduos recém-pescados a superfície da testa é cinza-esverdeado e a mesma cor toma todo o dorso, mas produz em determinadas direções um brilho prateado; os lados da cabeça e do corpo e toda a superfície do ventre são branco-prateados; as nadadeiras dorsal e adiposa possuem uma cor esverdeada; as nadadeiras peitorais são, às vezes, amarelo-pálidas às vezes, amarelo-alaranjadas mais vivas; as nadadeiras ventrais, a anal e a caudal possuem uma maravilhosa cor vermelho-alaranjada, a última delineada com uma borda preta. A córnea tem uma cor prateada. Apesar de eu ter visto um bom número de indivíduos, nunca notei que esta espécie variasse em cor".
Suas escamas são descritas como "do tipo elasmoide, especificamente do tipo cicloide, caracterizadas por suas elasticidades e formas variáveis".